# ناوشکن کلاس بنسان
دیسترویر کلاس بنسان (به انگلیسی: Benson-class destroyer) یک کلاس از کشتی است که طول آن ۳۴۱ فوت (۱۰۳٫۹ متر) می‌باشد.